# Navigon
Navigon AG är ett tyskt privatägt företag som etablerades 1991 men som 2011 köptes upp av Garmin. Under moderföretaget Navigon AG finns flera dotterbolag som alla är verksamma i GPS-branschen. Navigon var ett av Europas ledande varumärken inom mobila GPS-lösningar. Företaget utvecklar dels fristående GPS-navigatorer under eget varumärke, dels OEM-mjukvara för kunder inom bilindustrin, mobiltelefoni samt trådlös teknologi. 
Företaget har huvudkontor i Hamburg (administration) och i Würzburg (utveckling), och sysselsätter totalt 400 medarbetare. Det finns representerat med lokala försäljningsorganisationer i tolv europeiska länder samt i USA, Asien och Kanada. 
Företaget ägs numera av Garmin och produktionen av hårdvara har upphört. Däremot finns mjukvaran tillgänglig för smarta telefoner. Befintliga navigatorer uppdateras tills vidare varje kvartal.

## Verksamhet
Navigon är aktivt inom två affärssegment. Dels utvecklas och produceras navigeringsprogramvara för mobil användning för slutkonsumenter, dels utvecklas navigerings- och förarassistanssystem särskilt utformade för bilindustrin. 
Navigon har varit först med flera funktioner på GPS-marknaden. År 2000 lanserade företaget Mobile Navigator, branschens första navigationsmjukvara för handdatorer. 2002 introducerade Navigon kövarningssystemet TMC (Traffic Message Channel), vilket gjorde denna funktion tillgänglig för första gången.
Företaget har fått stor uppmärksamhet i media för flera andra innovationer. Några exempel är körfältsassistenten Lane Assistant, Navigon Freshmaps (kontinuerliga kartuppdateringar via Internet) samt realistisk visning av höjdskillnader i terrängen (Panorama View 3D). En annan omtalad funktion är Reality View som tydliggör krångliga motorvägskorsningar och anger de rätta avfartsvägarna med stor exakthet.

## Kartor
Navigons kartor kommer från Navteq. Kartfel kan rapporteras med hjälp av Navigons rapportera kartfel-sida  men även med hjälp av NAVTEQ Map Reporter.

## Modeller

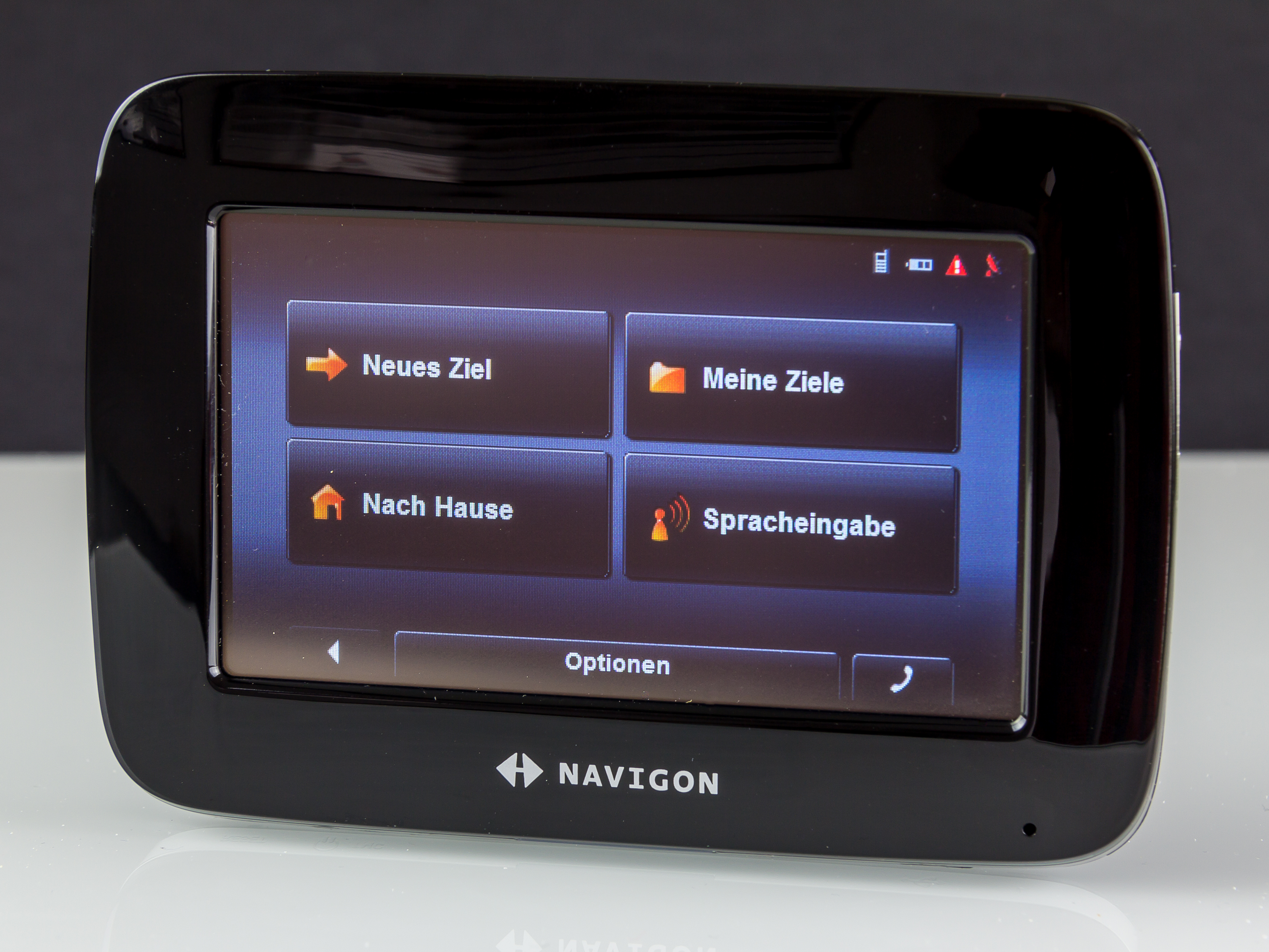
Navigon 7100

Utbudet av de fristående GPS-enheterna omfattas idag av:
- NAVIGON 92 Premium Live Europe 44
- NAVIGON 92 Premium Europe 44
- NAVIGON 8450 Live Premium Edition
- NAVIGON 8450 Live
- NAVIGON 8410 TV Sport Edition
- NAVIGON 8410 Premium Edition
- NAVIGON 8410
- NAVIGON 72 Premium Europe 44
- NAVIGON 70 Premium Live
- NAVIGON 70 Premium Caravan & Truck
- NAVIGON 70 Premium
- NAVIGON 42 Premium Europe 44
- NAVIGON 40 Premium Live
- NAVIGON 40 Premium Caravan & Truck
- NAVIGON 40 Premium
- NAVIGON 8310
- NAVIGON 7310
- NAVIGON 6350 Live
- NAVIGON 6310 Caravan & Truck
- NAVIGON 6310
- NAVIGON 4350 max EU 40
- NAVIGON 8110
- NAVIGON 7210
- NAVIGON 7110
- NAVIGON 7100
- NAVIGON 92 Plus Europe 44
- NAVIGON 72 Plus Live Europe 44
- NAVIGON 72 Plus Europe 44
- NAVIGON 72 Plus Europe 44
- NAVIGON 70 Plus
- NAVIGON 70 Plus Europe 23
- NAVIGON 70 Plus Live
- NAVIGON 42 Plus Europe 44
- NAVIGON 40 Plus
- NAVIGON 20 Plus Europe 23
- NAVIGON 4310 max
- NAVIGON 2510 Explorer Europe 23
- NAVIGON 2510 Explorer
- NAVIGON 2410
- NAVIGON 2400
- NAVIGON 2310
- NAVIGON 2210
- NAVIGON 2200
- NAVIGON 2150 max
- NAVIGON 2110 max
- NAVIGON 2100 max
- NAVIGON 2110
- NAVIGON 2100
- NAVIGON 5115
- NAVIGON 5110
- NAVIGON 5100
- NAVIGON 72 Easy Europe 23
- NAVIGON 70 Easy Europe 23
- NAVIGON 42 Easy Europe 23
- NAVIGON 40 Easy
- NAVIGON 20 Easy Europe 23
- NAVIGON 3310 max Europe 22
- NAVIGON 3310 max
- NAVIGON 3300 max
- NAVIGON 1410 Europe 22
- NAVIGON 1410
- NAVIGON 1400
- NAVIGON Primo
- NAVIGON 7210
- NAVIGON 1310
- NAVIGON 1300
- NAVIGON 1210
- NAVIGON 1200
- NAVIGON 3110
- NAVIGON 3100
- P'9611
- TS 7000T
- TS 6000T

## Historik
- 2005
  - Enhetsoberoende on- och off-board-lösningar för privat och professionell användning

- 2004
  - Navigeringssystemet Navigon MobileNavigator 4 presenteras som det första utökningsbara systemet i modulform med VoiceCommand
  - Den första onboard-navigeringen för Smartphone presenteras
  - Navigon Inc. startas i Chicago, USA
  - Det flerspråkiga call-centret för kundfrågor öppnas

- 2003
  - På marknaden introduceras den första mobila onboard-navigeringen med kartutrustning och navigering fram till husnumret i hela Europa
  - Utveckling av företagsindividuella navigeringslösningar med gränssnitt till ruttplanerings- och CRM-system
  - Presentation av offboard-navigeringen för mobiler och förarassistanssystemet Medas (idag MapSensor)
  - Verksamheterna öppnas i England, Skandinavien, Frankrike, Benelux, Spanien, Portugal och Italien

- 2002
  - Den första mobila onboard-navigeringen med köidentifiering med Traffic Message Channel (TMC) introduceras på marknaden

- 2000
  - Presentation av det första mobila navigeringssystemet för Pocket-PC "P1"

- 1998
  - Omnämning av CIS till Navigon GmbH när GPS Gear GmbH, Würzburg, integreras

- 1996
  - Utveckling av den första dynamiska GPS-navigeringen "AutoPilot 2000"

- 1991
  - Grundande av bolaget för digital kartografi CIS GmbH, Würzburg